# Sven Hamrin
Sven Helge Hamrin (nascido em 30 de março de 1941) é um ex-ciclista sueco que competiu nos Jogos Olímpicos de Verão de 1964 em Tóquio. Terminou em 50º na prova de estrada individual e conquistou a medalha de bronze no contrarrelógio por equipes, com os irmãos Fåglum. No mesmo ano, ele venceu a prova de estrada no campeonato nacional.